# Super-Herói (Não É Fácil)
"Super-Herói (Não É Fácil)" é uma canção da dupla brasileira Sandy & Junior, lançada no Brasil como o terceiro single do álbum Internacional (2002). O terceiro single do álbum no exterior foi "When You Need Somebody". Teve um videoclipe não-oficial ao vivo. Essa canção foi interpretado somente por Junior na versão ao vivo e Sandy canta somente alguns versos na versão de estúdio. A música é uma versão de "Superman (It's Not Easy)", interpretada originalmente pelo Five for Fighting.